# 在ケニア日本国大使館
在ケニア日本国大使館（スワヒリ語: Ubalozi wa Japani nchini Kenya、英語: Embassy of Japan in Kenya）は、ケニアの首都ナイロビにある日本の大使館。

## 沿革
- 1952年4月、サンフランシスコ平和条約の発効により日本国が独立、当時ケニアを領有していたイギリスも同条約締結国のうちの一国[2]
- 1953年7月、英領ケニアの首府ナイロビに在ナイロビ日本国領事館を開設することが定められる[3]
- 1961年3月、ナイロビの領事館が在ナイロビ日本国総領事館に昇格する[4]
- 1963年12月、ケニアがイギリスから独立し、日本は直ちに独立を承認、両国の間で国交が樹立された[5]
- 1964年5月、ナイロビの総領事館に代わって在ケニア日本国大使館を開設することが定められる[6]
- 1964年6月、在ケニア日本国大使館が開設される[5]
- 1970年、在ケニア日本国大使館附属日本人学校（現・ナイロビ日本人学校）が開校する[7]

## 住所

### 所在地
| 日本語 | ナイロビ市アッパーヒルマラ通り |
| 英語   | Mara Road, Upper Hill, Nairobi |

### 私書箱
| 日本語 | 〒00200 ナイロビ郵便局私書箱60202 |
| 英語   | P.O. Box 60202, Nairobi 00200     |

## 管轄地域
- ケニア全域に加えてソマリアも兼轄しており、ナイロビの大使館が在ソマリア日本国大使館（英語: Embassy of Japan in Somalia）としての役割も果たしている[9]。

## 在ナイロビ国際機関常駐代表、常駐副代表
- 在ケニア日本国大使館は国際連合ナイロビ事務局等に本部を置く国際機関との窓口となっており、駐ケニア特命全権大使は国際連合環境計画常駐代表や国連人間居住計画常駐代表を務める。また、小委員会等を担当する常駐副代表も置かれている[10][11]。